# Grallaricula loricata
A fésűkagylómellű hangyászpitta (Grallaricula loricata) a madarak osztályának verébalakúak (Passeriformes) rendjébe és a hangyászpittafélék (Grallariidae) családjába tartozó faj.
A magyar név forrással nincs megerősítve.

## Előfordulása
Venezuela északi részén honos. A természetes élőhelye szubtrópusi és trópusi síkvidéki és hegyi erdők. Állandó, nem vonuló faj.

## Megjelenése
Átlagos testtömege 20-21 gramm.